# Гозьдзелін
Гозьдзелін (пол. Goździelin) — село в Польщі, у гміні Бодзехув Островецького повіту Свентокшиського воєводства.
Населення — 685 осіб (2011).
У 1975-1998 роках село належало до Келецького воєводства.

## Демографія
Демографічна структура на день 31 березня 2011 року:
|          | Загалом | Допрацездатний вік | Працездатний вік | Постпрацездатний вік |
| -------- | ------- | ------------------ | ---------------- | -------------------- |
| Чоловіки | 335     | 68                 | 236              | 31                   |
| Жінки    | 350     | 64                 | 193              | 93                   |
| Разом    | 685     | 132                | 429              | 124                  |